# Merman
Merman – album islandzkiej wokalistki Emilíany Torrini wydany w 1996 roku. Zawiera covery artystów takich jak Tom Waits, Stevie Wonder, Lou Reed, Joni Mitchell czy Melanie Safka.

## Lista utworów
1. "Blame It on the Sun" (Stevie  Wonder) (3:51)
2. "The Boy Who Giggled So Sweet" (4:00)
3. "Stephanie Says" (Lou Reed) (2:58)
4. "Red Woman Red" (1:44)
5. "Old Man and Miss Beautiful" (3:12)
6. "Chelsea Morning" (Joni Mitchell) (2:25)
7. "I Hope That I Don't Fall in Love With You" (Tom Waits) (3:10)
8. "Première Lovin'" (3:21)
9. "Merman" (3:06)
10. "I Really Loved Harold" (Melanie Safka) (3:51)